# Jacques Rousseau (canoë-kayak)
Pour les articles homonymes, voir Jacques Rousseau et Rousseau.
Jacques Rousseau, né le 30 mai 1925 à Paris et mort le 25 mai 2009 à Chécy, est un céiste français de slalom. 
Aux Championnats du monde 1949 à Genève, il est médaillé d'or en C2 avec Michel Duboille ainsi qu'en C2 par équipe.